# Polyplax guatemalensis
Polyplax guatemalensis är en insektsart som beskrevs av Christopher J. Durden och Eckerlin 2001. Polyplax guatemalensis ingår i släktet Polyplax och familjen ledlöss. Inga underarter finns listade i Catalogue of Life.